# Canton de Saint-Paul-5
Le canton de Saint-Paul-5 est un ancien canton de l'île de La Réunion, département d'outre-mer français de l'océan Indien. Il se limitait à une fraction de la commune de Saint-Paul. Il recouvrait Boucan Canot, L'Éperon, Saint-Gilles, La Saline-les-Bains et Villèle.

## Histoire
| Période | Période | Identité          | Étiquette    | Qualité                                    |
| ------- | ------- | ----------------- | ------------ | ------------------------------------------ |
| 1992    | 1998    | Karl Bellon       | PCR puis DVG | Médecin Conseiller municipal de Saint-Paul |
| 1998    | 2011    | Rico Floriant     | DVD puis UMP | Retraité de la Poste                       |
| 2011    | 2015    | Jean-Claude Melin | PCR          | 3e adjoint au maire de Saint-Paul          |

De droite, Rico Floriant s'est imposé en 2004 en l'emportant d'une soixantaine de voix sur Jean-Claude Mélun, du PCR. Les résultats de ce vote ont été contestés en justice et il a été annulé par le Conseil d'État. En février 2006, le candidat sortant s'est imposé de nouveau.